# غازمرغابیان

غازمرغابیان یا غازهای پیسه (به لاتین: Anseranatidae) نام یک تیره از راسته غازسانان است.